# Dichelus simplicipes
Dichelus simplicipes är en skalbaggsart som beskrevs av Hermann Burmeister 1844. Dichelus simplicipes ingår i släktet Dichelus och familjen Melolonthidae. Inga underarter finns listade i Catalogue of Life.